# Ahmet Akdilek
Ahmet Akdilek (Konya, 10 de marzo de 1988) es un ciclista profesional turco desde 2012.

## Palmarés
2015
- Tour de Canakkale, más 1 etapa
- Campeonato de Turquía en Ruta